# Crocus graveolens
Crocus graveolens är en irisväxtart som beskrevs av Pierre Edmond Boissier och Georges François Reuter. Crocus graveolens ingår i släktet krokusar, och familjen irisväxter. Inga underarter finns listade i Catalogue of Life.

## Bildgalleri

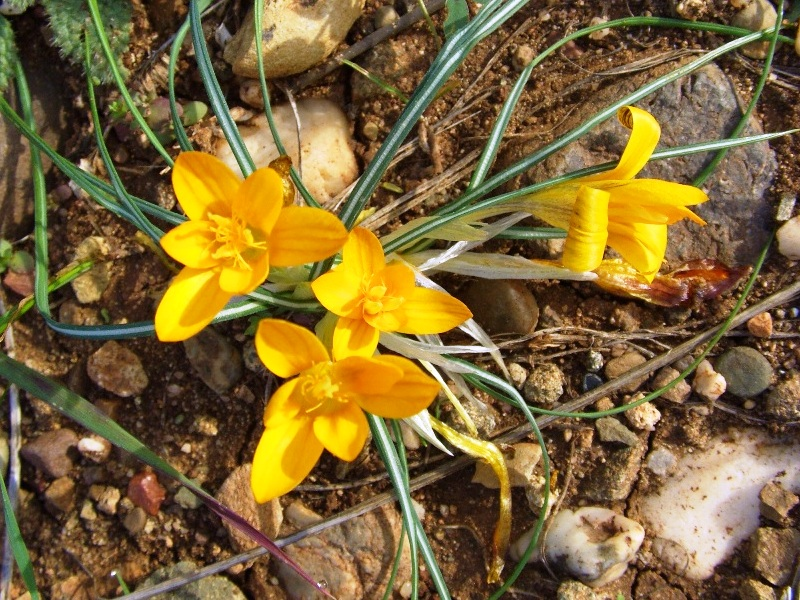
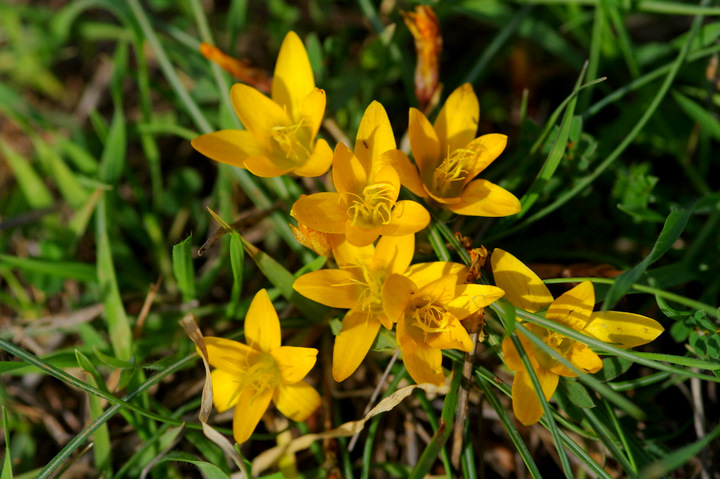
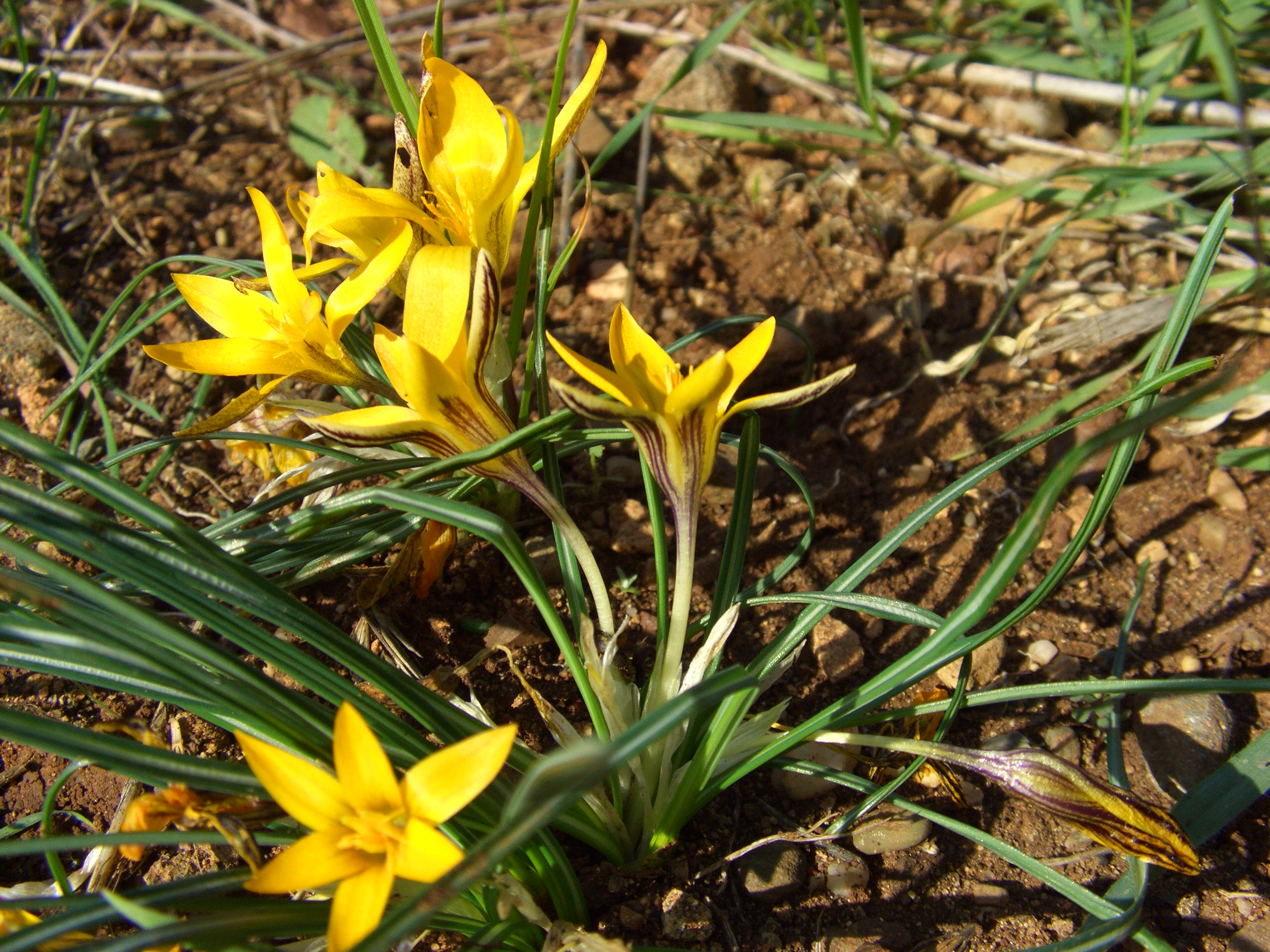
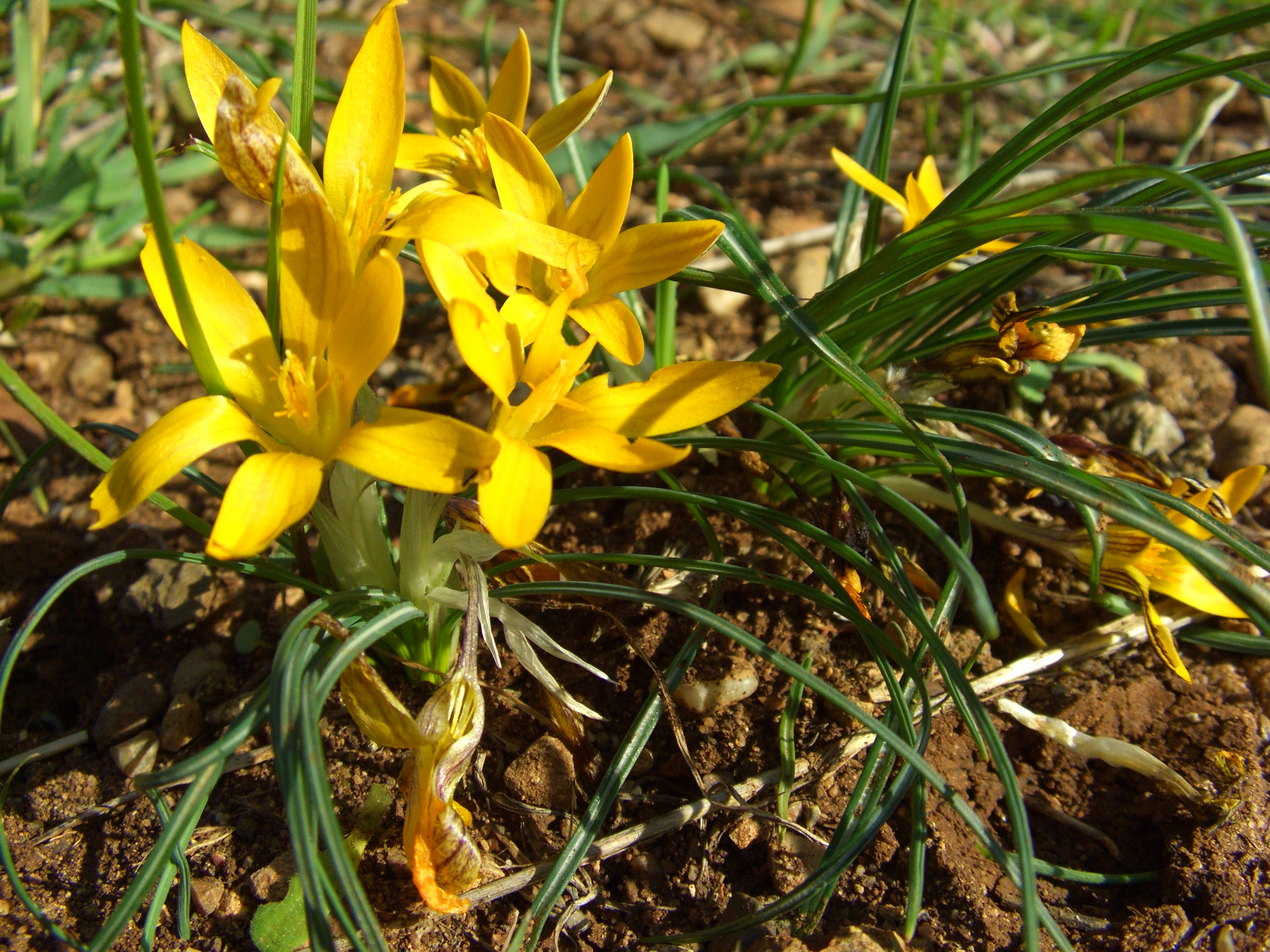